# Super Bowl XVII
Il Super Bowl XVII è stata una partita di football americano tra i campioni della American Football Conference (AFC), i Miami Dolphins e quelli della National Football Conference (NFC), i Washington Redskins, per decidere il campione della National Football League (NFL) per la stagione 1982. I Redskins superarono i Dolphins con un punteggio 27–17, vincendo il loro primo Super Bowl. La gara si tenne il 30 gennaio 1983 al Rose Bowl di Pasadena, California.

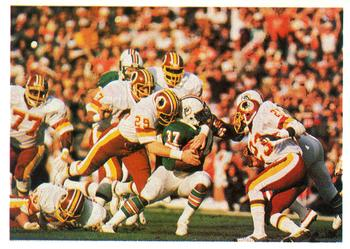
Una fase di gioco del Super Bowl XVII

Questo Super Bowl giunse alla fine di una stagione consistentemente accorciate per uno sciopero dei giocatori. Le squadre disputarono solamente nove partite della stagione regolare e la lega allargò eccezionalmente i playoff alle prime otto squadre di ogni conference, senza basarsi sulle classifiche di division. I Redskins terminarono col miglior record della NFL, 8-1, mentre i Dolphins conclusero sul 7–2. La gara fu una rivincita del Super Bowl VII, anch'esso giocato nell'area di Los Angeles, al Los Angeles Memorial Coliseum dieci anni prima, dove i Dolphins completarono la loro stagione perfetta, battendo i Redskins 14–7.
I Redskins segnarono 17 punti consecutivi nel secondo tempo, con un record dell'evento 276 yard corse, tenendo i Dolphins a sole 176 yard totali guadagnate, di cui 76 in una singola giocata. Miami era in vantaggio per 17-10 alla fine del primo, con una touchdown da 76 di Jimmy Cefalo e un ritorno di kickoff in touchdown da 98 yard di Fulton Walker. Il punto di svolta della gara avvenne a dieci minuti dal termine: su una situazione di quarto down con una yard ancora da guadagnare sulla linea delle 43 yard dei Dolphins e in svantaggio 17–13, il running back di Washington  John Riggins sfuggì alla difesa di Miami correndo fino alla end zone e segnando il touchdown del vantaggio. Il wide receiver Charlie Brown segnò poi il touchdown della sicurezza su una ricezione da 6 yard.
Riggins fu nominato MVP del Super Bowl
stabilendo due record dell'evento: maggior numero di yard corse (166) e maggior numero di corse tentate (38). Fu inoltre la sua quarta gara consecutiva nei playoff da oltre 100 yard corse, un altro primato.
Riggins ricevette anche un passaggio da 15 yard, concludendo con più yard guadagnate dell'intero attacco di Miami.

## Formazioni titolari
| Miami                 |          | Washington         |
| --------------------- | -------- | ------------------ |
| Attacco               |          |                    |
| Duriel Harris #82     | WR       | Alvin Garrett #89  |
| Jon Giesler #79       | LT       | Joe Jacoby #66     |
| Bob Kuechenberg #67   | LG       | Russ Grimm #68     |
| Dwight Stephenson #57 | C        | Jeff Bostic #53    |
| Jeff Toews #60        | RG       | Fred Dean #63      |
| Eric Laakso #68       | RT       | George Starke #74  |
| Bruce Hardy #84       | TE       | Don Warren #85     |
| Jimmy Cefalo #81      | WR       | Charlie Brown #87  |
| David Woodley #16     | QB       | Joe Theismann #7   |
| Tony Nathan #22       | RB       | John Riggins #44   |
| Andra Franklin #37    | RB/TE    | Rick Walker #88    |
| Difesa                |          |                    |
| Doug Betters #75      | LE       | Mat Mendenhall #76 |
| Bob Baumhower #73     | NT/LDT   | Dave Butz #65      |
| Kim Bokamper #58      | RE/RT    | Darryl Grant #77   |
| Bob Brudzinski #59    | LOLB/RE  | Dexter Manley #72  |
| A.J. Duhe #77         | LILB/LLB | Mel Kaufman #55    |
| Earnie Rhone #55      | MLB-RILB | Neal Olkewicz #52  |
| Larry Gordon #50      | ROLB/RLB | Rich Milot #57     |
| Gerald Small #48      | LCB      | Jeris White #45    |
| Don McNeal #28        | RCB      | Vernon Dean #32    |
| Glenn Blackwood #47   | SS       | Tony Peters #23    |
| Lyle Blackwood #42    | S        | Mark Murphy #29    |
| Special Team          |          |                    |
| Uwe von Schamann #5   | K        | Mark Moseley #3    |
| Tom Orosz #3          | P        | Jeff Hayes #5      |